# Bulletin de la Société linnéenne de Lyon
Bulletin de la Société linnéenne de Lyon – francuskie czasopismo naukowe wydawane przez Towarzystwo Linneuszowskie w Lyonie (fr. Société linnéenne de Lyon).

## Historia czasopisma i kolejne tytuły
W latach 1836–1936 Towarzystwo Linneuszowskie w Lyonie wydawało rocznik pt. Annales de la Société linnéenne de Lyon. Od roku 1922 do dziś Towarzystwo wydaje biuletyn:
- w latach 1922–1931 pod nazwą Bulletin bimensuel de la Société linnéenne de Lyon [dwa razy w miesiącu];
- w latach 1932–2016 [do numeru 85 (3–4)] pod nazwą Bulletin mensuel de la Société linnéenne de Lyon [raz w miesiącu oprócz miesięcy letnich, tj. dziesięć razy w roku];
- od roku 2016 [od numeru 85 (5–6)] pod nazwą Bulletin de la Société linnéenne de Lyon [raz na dwa miesiące oprócz miesięcy letnich, tj. pięć razy w roku][1];
- od roku 2025 Bulletin de la Société linnéenne de Lyon będzie wydawany w formie cyfrowej cztery razy do roku, a całość będzie drukowana pod koniec roku; rozwiązanie to wynika z wysokich kosztów druku przy jednoczesnej chęci zachowania fizycznego istnienia czasopisma[2].

Do połowy 2017 podawany był ISSN 0366-1326, a od tej daty ISSN 2554-5280; do publikacji internetowej odnosi się ISSN 2613-2958. Ze względu na to, iż Towarzystwo Linneuszowskie w Lyonie wchłonęło istniejące do 1922 Towarzystwo Botaniczne w Lyonie, czasami spotyka się skrót tytułu biuletynu jako Bull. mens. Soc. linn. Soc. Bot. Lyon.

## Zawartość i dostęp
W Biuletynie zamieszczane są recenzowane prace naukowe z dziedziny biologii i nauk o Ziemi, najczęściej z entomologii i botaniki. Ponadto w Biuletynie znaleźć można sprawozdania z posiedzeń i wycieczek Towarzystwa, recenzje książek i bieżące ogłoszenia. Artykuły są w języku francuskim.
Wydawnictwa ciągłe Towarzystwa Linneuszowskiego w Lyonie (Annales i Bulletin) sprzed 2015 zostały zdigitalizowane w całości i są dostępne na portalu Persée, prowadzonym przez francuskie Ministerstwo Edukacji. Zdigitalizowane wersje nowszych biuletynów znaleźć można na stronie Towarzystwa (embargo 3 lata).